# Espace naturel protégé d'intérêt local Forêt de Sant'Antonio
L' Espace naturel protégé d'intérêt local Forêt de Sant'Antonio (en italien : Area naturale protetta di interesse locale Foresta di Sant'Antonio) est une zone naturelle protégée située dans la commune de Reggello de la ville métropolitaine de Florence, en Toscane,.

## Territoire
La réserve naturelle, créée en 1995, occupe une superficie de 929 hectares sur le côté ouest de la chaîne de montagne de Pratomagno et au sud de la Réserve naturelle de Vallombrosa. La forêt prend la forme d'un demi-cercle le long du bassin du ruisseau Resco et présente des altitudes allant de 600 m à 1 490 m sur la crête principale. Elle est traversée par 18 km de sentiers balisés par le Club alpin italien (CAI).

## Faune
La faune de la forêt de San Antonio est très riche, compte tenu de la grande variété d'habitats. Dans les sous-bois on trouve la salamandre tachetée.

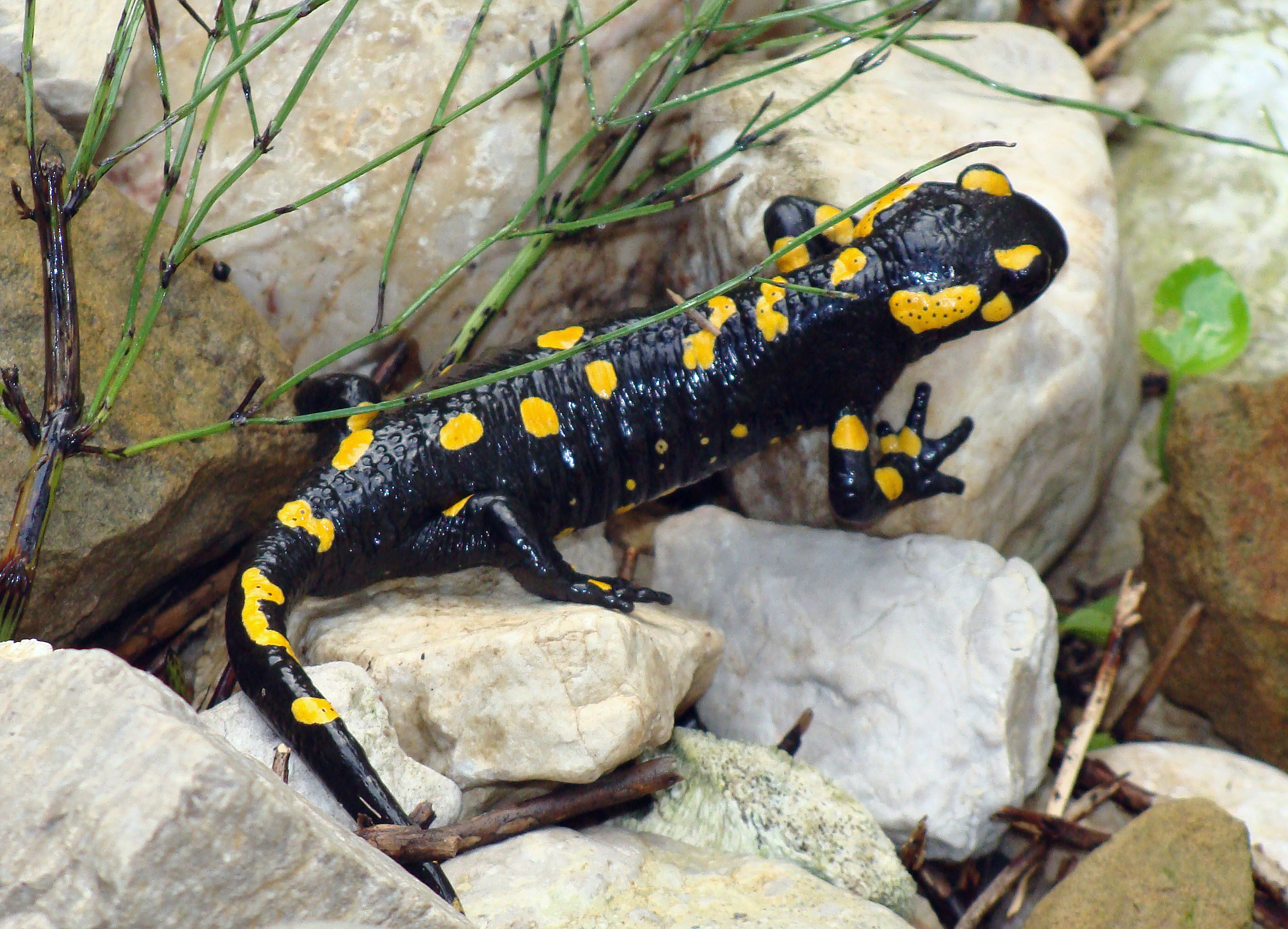
Samamandre tachetée

Parmi les oiseaux, les plus répandus sont la mésange charbonnière, la mésange bleue, la mésange noire, la mésange grise, le pinson, le bouvreuil, le geai, le pigeon ramier, le grimpereau, la sittelle, le chardonneret, le pinson, la bergeronnette jaune, le rouge-queue, la fauvette pitchou, le moineau européen, la pie-grièche, la gorge blanche et le rare grimpereau des bois.
Parmi les oiseaux de proie figurent la chouette hulotte et la buse. Parmi les amphibiens, on mentionne la salamandre à lunettes et parmi les reptiles la vipère et de nombreux lézards. Le chevreuil et le sanglier sont répandus parmi les ongulés.
Sont également présents le renard, la mouffette, le loir, la belette, le blaireau, la martre, le lynx, le porc-épic et le loup.

## Flore

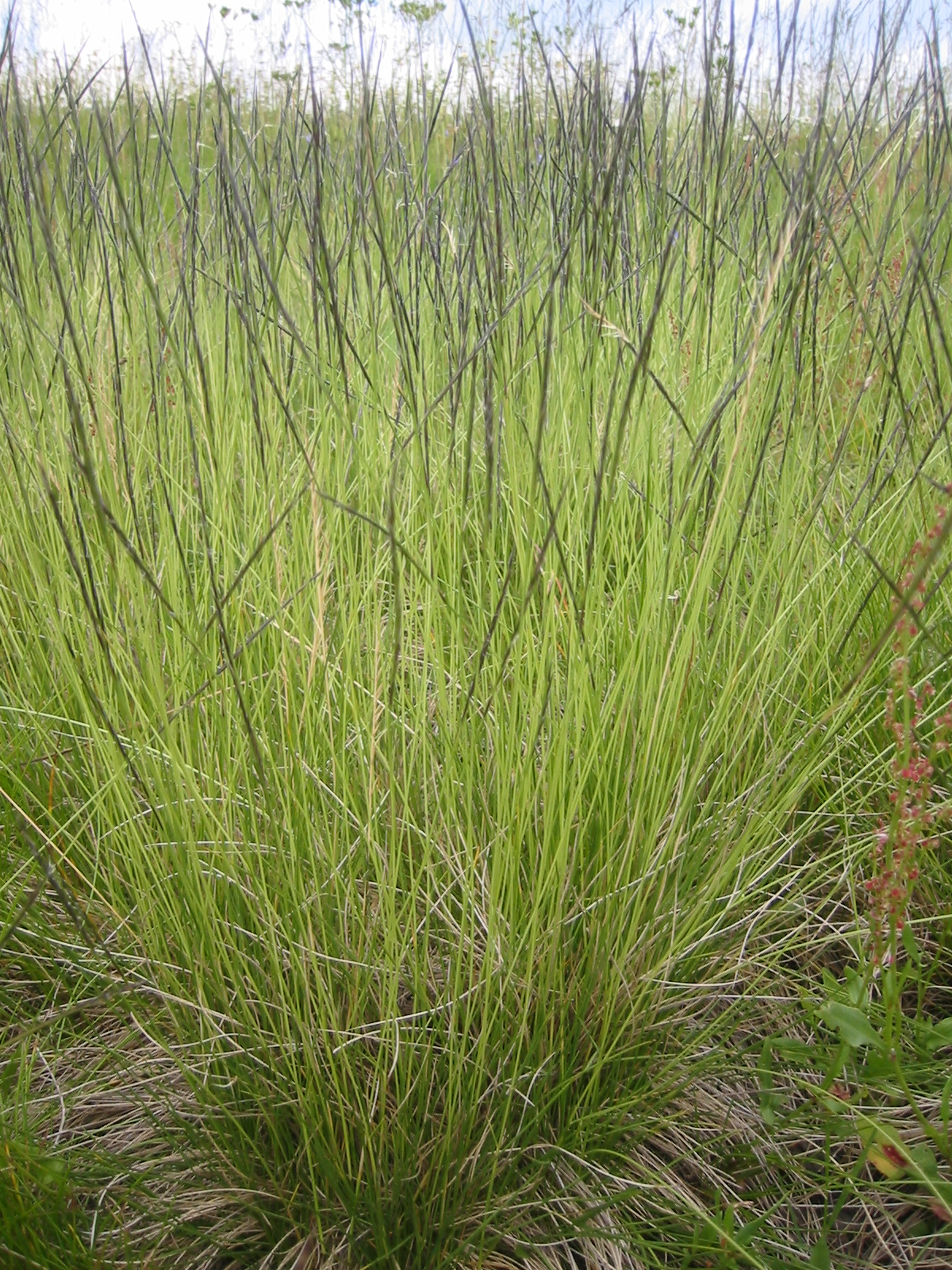
Le Nardus Stricta

La Forêt présente une succession de différents milieux très naturels. Le type de forêt le plus répandu est la forêt de hêtres. Ensuite, il y a les forêts de conifères, de chênes, de charmes et des forêts mixtes, des bosquets et des zones rocheuses. Enfin, les prairies sont dues à l'activité passée de pastoralisme et de l'élevage sauvage. Certaines de ces prairies sont couvertes par le Nard (Nardus stricta) - un habitat naturel d'intérêt communautaire qui voit des activités de conservation et de protection mises en œuvre pour la conservation de la biodiversité européenne.
Dans la forêt de hêtres, on peut rencontrer des arbres très anciens et de grande taille, comme le Faggione di Prato a Marcaccio, un arbre monumental majestueux.
Dans la forêt sont également présents de nombreux ruisseaux, ravins et sources comme, par exemple, Massa Bernagia .

## Galerie

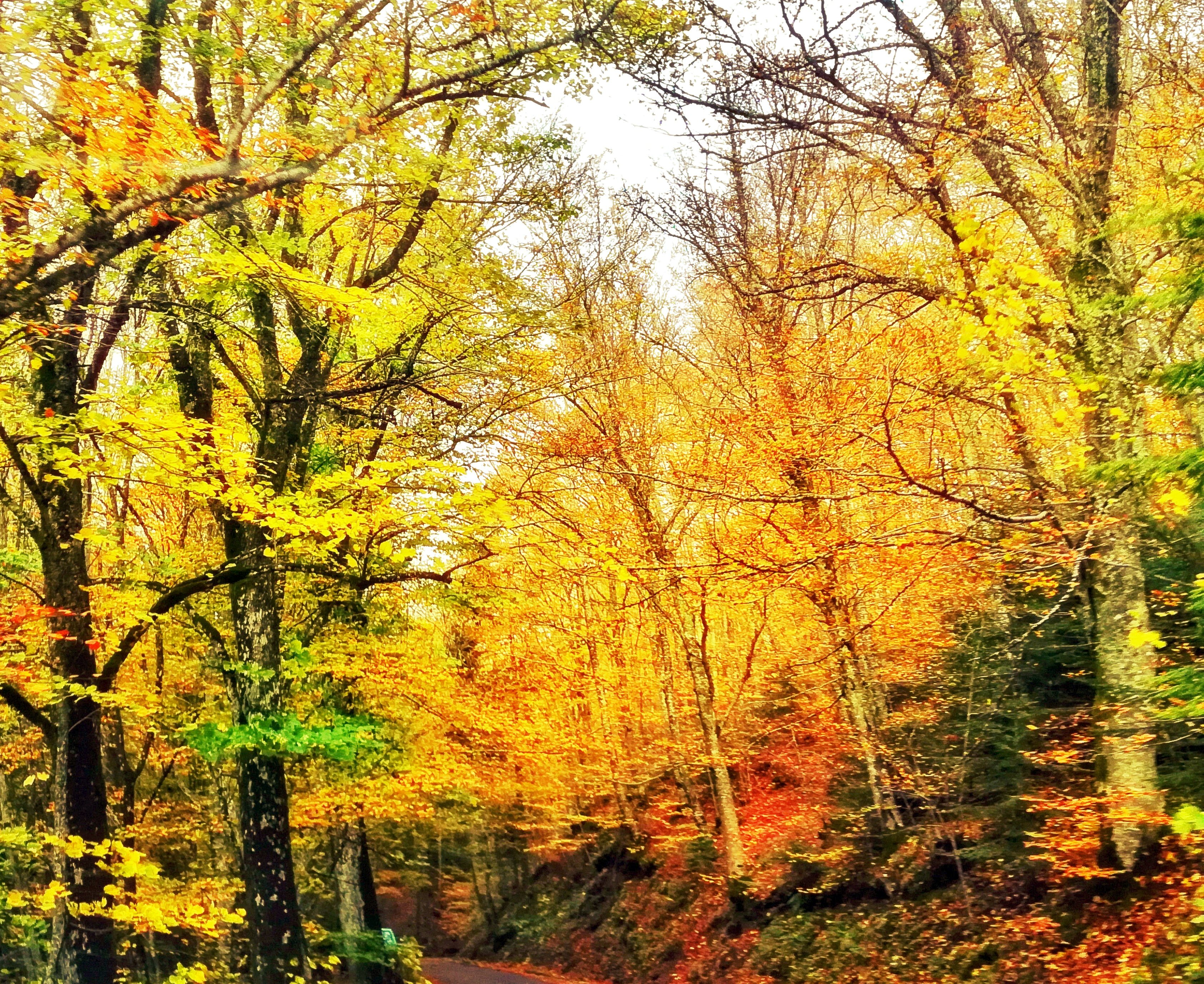
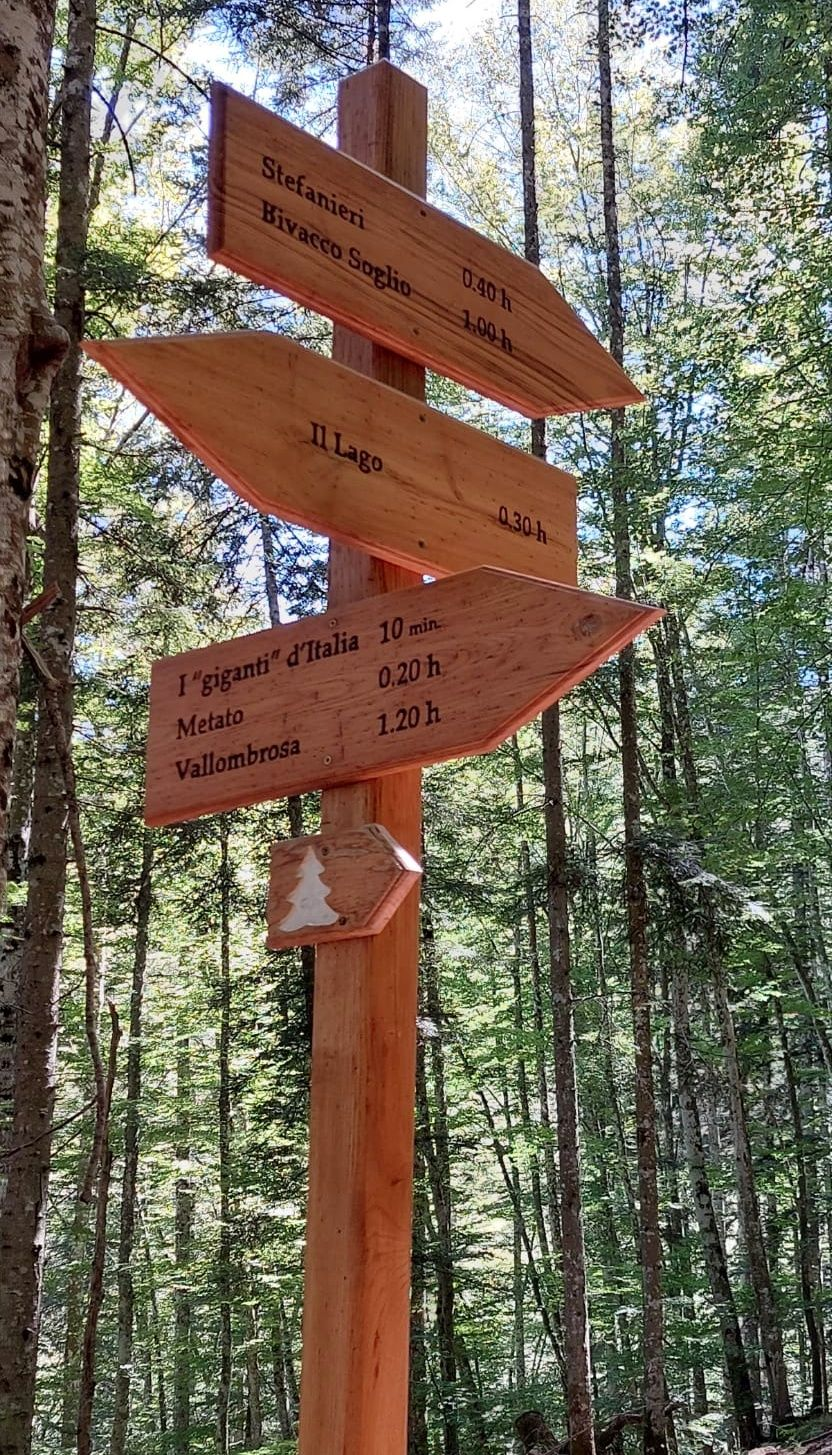
Les sentiers de randonnée
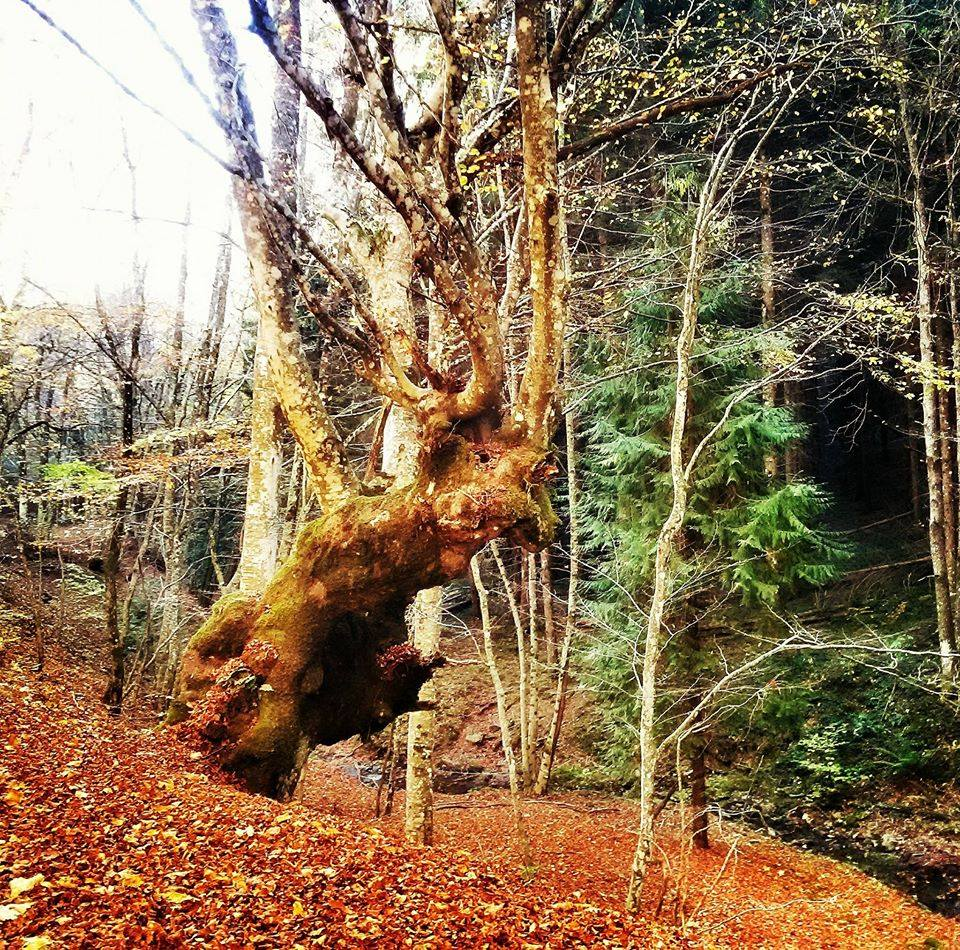